# Patrick V. McNamara Federal Building
El Patrick V. McNamara Federal Building es un rascacielos de clase A ubicado en 477 Michigan Avenue en el Downtown de Detroit, Míchigan, diseñado por el estudio de arquitectura de Detroit de Smith, Hinchman and Grylls. Se inauguró en 1976 para consolidar las oficinas de agencias federales que se encontraban dispersas en varios lugares de la zona. Alberga varias oficinas oficinas gubernamentales. Lleva el nombre de Patrick V. McNamara, un senador demócrata de los Estados Unidos del estado de Míchigan de 1955 a 1966.

## Arquitectura
Tine 93,000 m² en 27 pisos y sigue un estilo arquitectónico brutalista. Las esquinas están empotradas, lo que proporciona resistencia adicional a la estructura y elimina la batalla por las oficinas en las esquinas.
Está rodeado por una gran plaza que cubre el nivel del vestíbulo, el estacionamiento, el muelle de carga y una fuente hundida. En 1987, se instaló en la plaza la escultura moderna Detroit Deliquescence de John Chamberlain de 4,3 metros de altura. La escultura, que consiste en paneles de carrocería triturados, fue encargada por la Administración de Servicios Generales (GSA) en 1977 por 100.000 dólares bajo el programa Art in Architecture. Sin embargo, no se pudo colocar en su ubicación prevista debido al deterioro de la plaza. Después de que la GSA y el contratista del edificio llegaron a un acuerdo para reparaciones, se instaló en 1987. Entre el momento de su finalización en 1983 y 1987, la escultura se colocó en la Biblioteca de Trabajo y Asuntos Urbanos Walter P. Reuther en el campus de la cercana Universidad Estatal Wayne. Desde el momento de su instalación la escultura resultó impopular entre los críticos y el público.
Durante las reparaciones adicionales a la plaza en 2001, la escultura fue removida y enviada para su conservación. Los años de exposición a la intemperie provocaron daños y GSA tomó la decisión de trasladarlo a un espacio interior. Después de una búsqueda de un destinatario durante dos años, la Facultad de Estudios Creativos acordó aceptar el trabajo para su nuevo Centro A. Alfred Taubman para la Educación en Diseño. Fue instalado para la apertura del centro en 2009.
El vestíbulo del edificio alberga dos obras, una pintura acrílica y de fibra de Sam Gilliam titulada Box Cars Grand y un óleo sobre panel de Harold Cohn titulado Mapa decorativo de Belle Isle.
El 22 de septiembre de 2001, un oficial federal fue asesinado en el vestíbulo por un visitante que se enfadó cuando le dijeron que no podría introducir su arma en el edificio.